# Geuldal

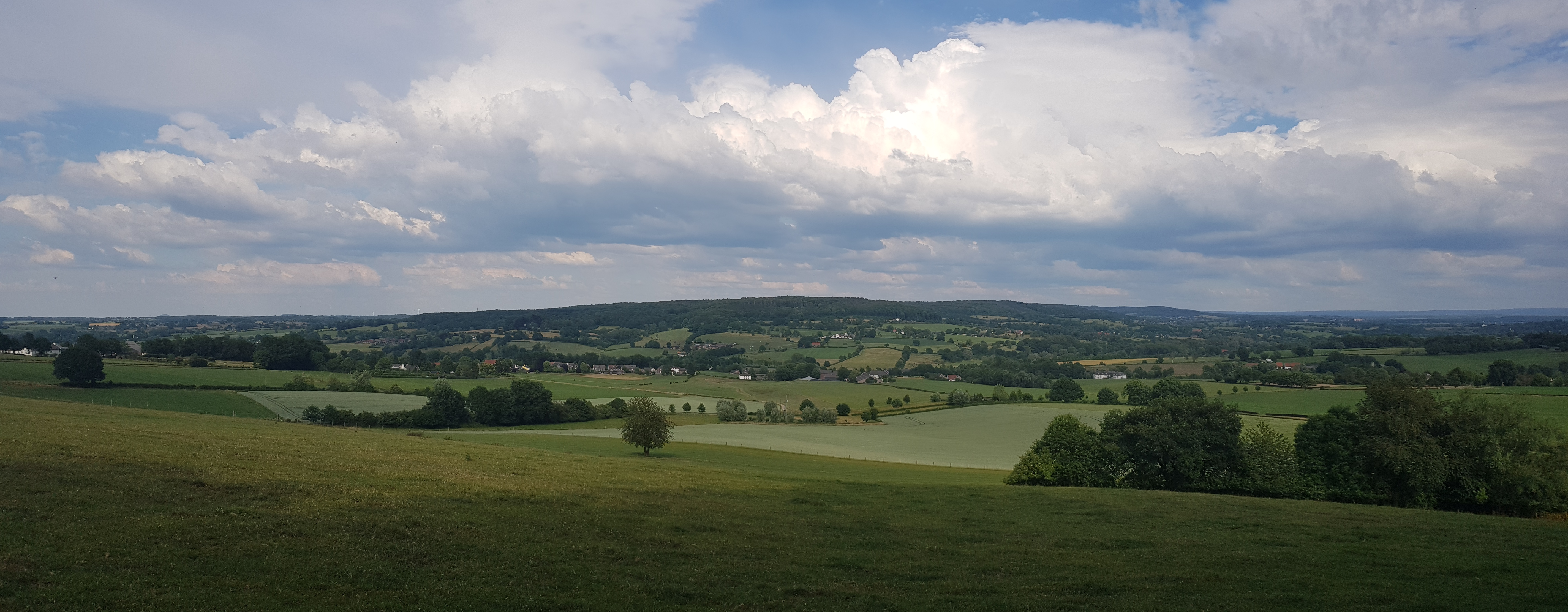
Uitzicht over het Geuldal vanaf de Krijtrots van Heimans ten zuiden van Epen

Het Geuldal is een dal in de Belgische Duitstalige Gemeenschap, de Belgische provincie Luik en de Nederlandse provincie Limburg. Het dal vormt het stroomgebied van de Geul en haar zijriviertjes. Het gebied wordt gekenmerkt door grote hoogteverschillen.

## Geografie
Het dal heeft een lengte van zo'n 40 kilometer en strekt zich uit van het stroomopwaarts gelegen Lichtenbusch in het oosten naar het stroomafwaarts gelegen dorp Meerssen in het westen. In het westen mondt het dal uit in het Maasdal. In het noorden en noordoosten wordt het dal begrensd door het Plateau van Vijlen, het Plateau van Bocholtz, het Plateau van Ubachsberg en het Centraal Plateau. In het zuidwesten wordt het Geuldal begrensd door het Plateau van Herve, het Plateau van Crapoel en het Plateau van Margraten. In Nederland heeft het dal verschillende zijdalen van zijbeken waarvan de grootste dalen rond Gulpen in het Geuldal uitkomen: Selzerbeekdal, Gulpdal en Eyserbeekdal. Verder stroomafwaarts komen verschillende droogdalen op het Geuldal uit, waaronder de Elkenradergrub, Beertsengrub, Abelschegrub, Engwegengrub, Engwegengrub, Kleingracht, het Droogdal van Colmont en het Gerendal.

## Natura 2000

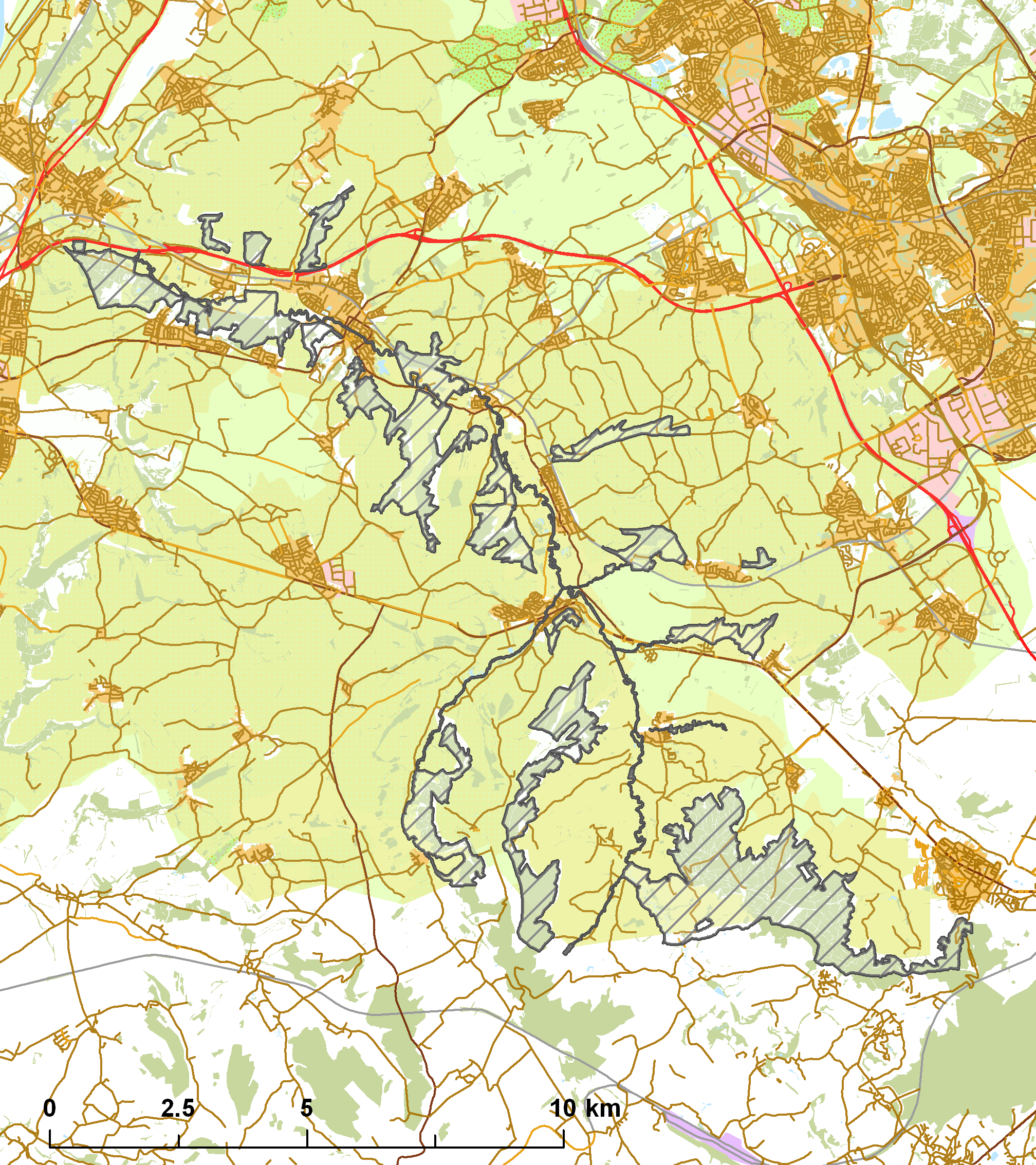
Natura 2000 gebied

Het beschermde Natura 2000-gebied (gebiedsnummer 157, classificatie Heuvelland) in Nederland  beslaat een oppervlak van 2472 hectare verdeeld over de gemeenten Eijsden-Margraten, Gulpen-Wittem, Maastricht, Meerssen, Nuth, Vaals, Valkenburg aan de Geul en Voerendaal. Tot het gebied behoort het beschermde natuurmonument de Meertensgroeve.
In het zuidelijke deel van het dal (inclusief Gulpdal) gaat het om de volgende bossen: Vijlenerbossen (inclusief bossen Vaalserberg), Bovenste Bosch, Onderste Bosch, Roebelsbos, De Molt, Groote Bosch, Kruisbos, Schweibergerbos, Wagelerbos, Dunnenbos en een gebied op de Kruisberg.
In het noordelijke deel van het dal gaat het onder andere om de bossen Bergse Heide (met Ingendael), Curfsgroeve, Meerssenerbroek en De Dellen.

## Topografie
Topografisch 3D kaartbeeld van het Geuldal, gezien vanaf het Vijlenerbos richting Valkenburg. Peildatum topografie: februari 2018

## Geologie
Het gebied van het dal wordt door meerdere breuken doorkruist, waaronder de Geullebreuk, de Schin op Geulbreuk en de Klauwpijp.